# 查武馬
查武馬是非洲中部國家贊比亞的城鎮，位於該國西北部尚比西河畔，毗鄰與安哥拉接壤的邊界，海拔高度1,072米，主要經濟活動有自給農業和漁業，人口少於25,000。
13°04′S 22°41′E / 13.067°S 22.683°E